# Drone de surface naval

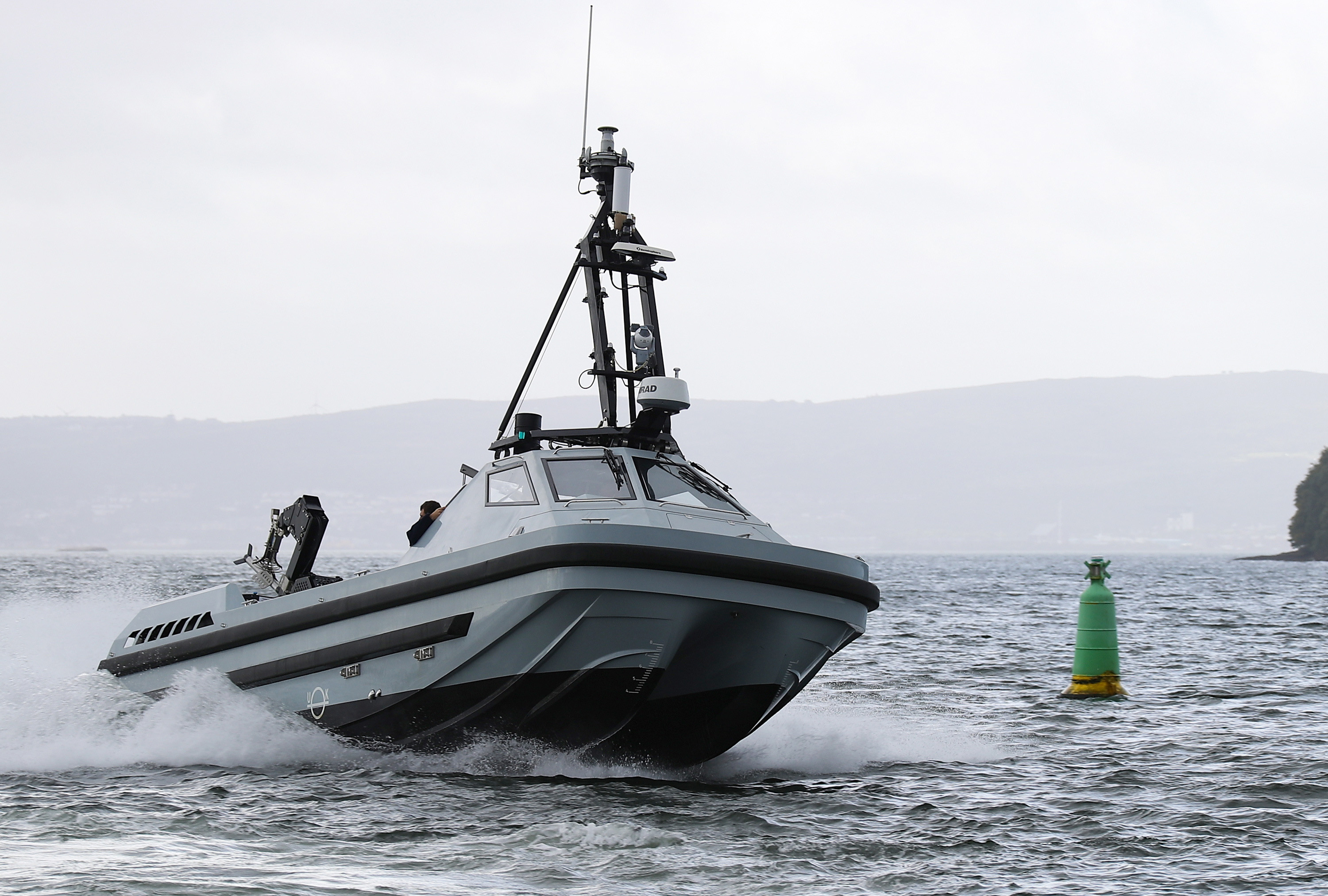
RNMB Harrier, drone de surface naval de guerre des mines (2020)

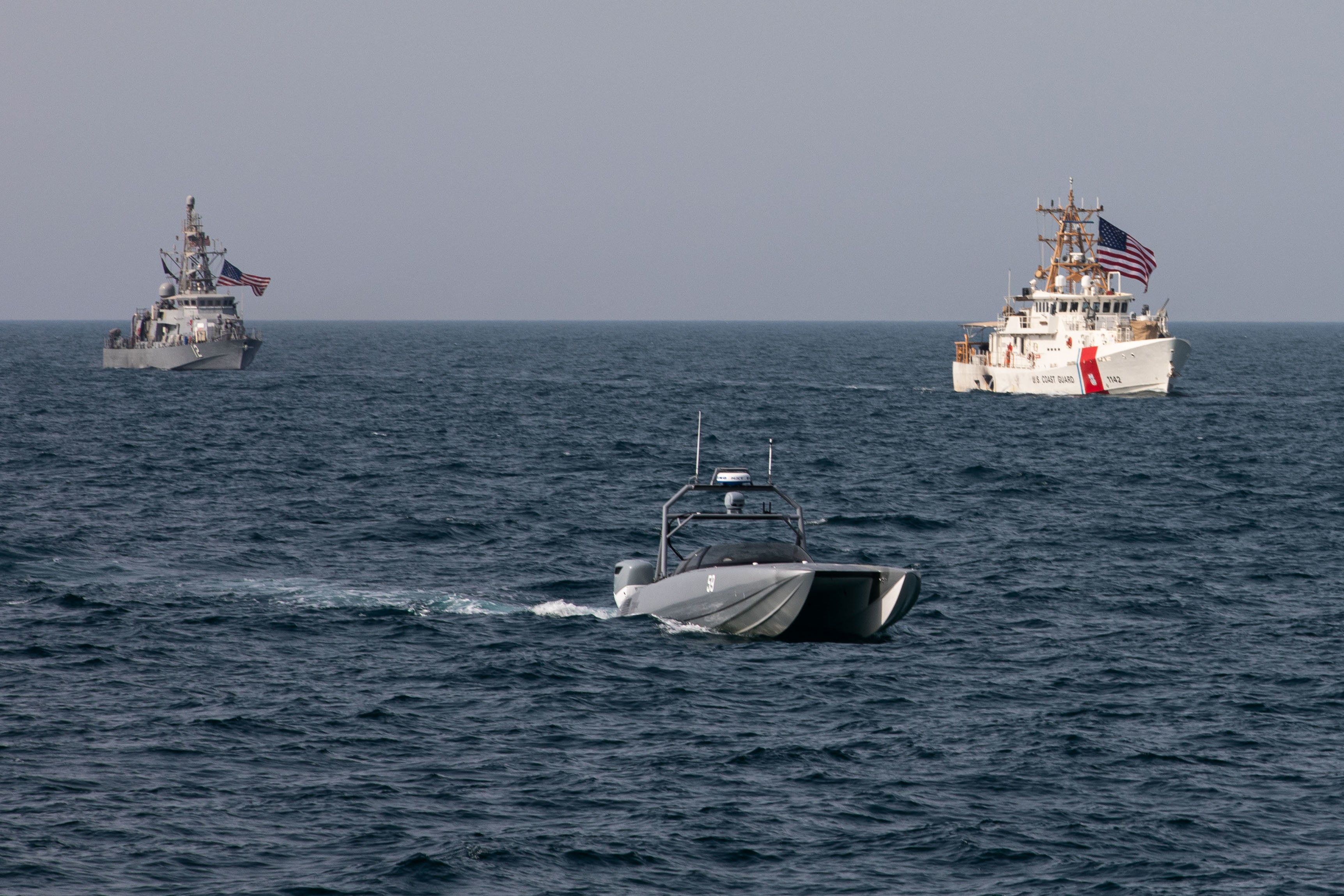
DSN des États-Unis avec bâtiment de la US Navy et des garde-côtes américains

Les drones de surface navals ou unmanned surface vehicles (USV, « véhicules de surface sans pilote » en anglais),  « autonomous surface vehicles » (ASV, « véhicules de surface autonomes » en anglais), « uncrewed surface vessels » (USV, « navires de surface sans équipage » en anglais), ou familièrement navires-drones (« drone ships » en anglais), sont des bateaux ou des navires qui opèrent à la surface de l'eau sans équipage. Les USV fonctionnent avec différents niveaux d'autonomie, contrôlés à distance ou  autonomes.

## Histoire
Utilisés dès la Seconde Guerre mondiale à des fins d'engin cible télécommandé et de dragueur de mines, ils sont de plus en plus largement utilisés au XXIe siècle à diverses fins, notamment l'océanographie et la surveillance de l'environnement, ainsi que le transport de marchandises et les applications militaires. Diverses autres applications sont également explorées.

### Utilisations au combat
En octobre 2022, lors de l'invasion russe de l'Ukraine, les forces armées ukrainiennes ont utilisé 7 drones de surface navals (USV) kamikazes (soit une déclinaison moderne des brûlots) et 8 drones aériens (UAV) dans une attaque contre plusieurs navires de la marine russe à la base navale de Sébastopol. Selon Naval News, il s'agit de la première utilisation de véhicules de surface sans pilote dans la guerre navale.
La marine ukrainienne a aussi utilisé des drones navals lors de l'attaque du 17 juillet 2023, qui a endommagé le pont de Crimée, pour la seconde fois depuis le début de l'invasion russe de l'Ukraine. Cette attaque était précédée d'une vague de drones aériens et navals contre les positions russes de Crimée, que la Russie a dit avoir interceptée.
Le 4 août 2023, le navire de débarquement russe Olenegorsky Gornyak (classe Ropucha) est endommagé par un drone naval MAGURA V5.
Le 5 août 2023, l'agence de presse officielle russe Tass rapporte qu'un pétrolier russe, le Sig, a été endommagé après une attaque ukrainienne avec un MAGURA V5, dans le détroit de Kertch, près du pont de Crimée où la circulation a été temporairement bloquée,,.
Le 14 février 2024, le  Tsezar Kounikov de la classe Ropucha est annoncé détruit par des MAGURA V5.
Dans la crise de la Mer Rouge qui perturbe le trafic commercial de cette zone en 2023-2024, les Houthis, équipés par l'Iran, attaquent les navires de commerce au moyen de drones de surface.

## Dans le monde

### Espagne
L' Espagne met en œuvre le USV Vendaval (« vent violent, gros vent ») de Navantia dans le port de Ceuta, en tant que police portuaire ainsi qu'au sein de la marine espagnole, sur un bateau porteur de classe Meteoro.

### Ukraine
En 2023, l'Ukraine met en œuvre le bateau sans pilote de surface MAGURA V5 (Maritime Autonomous Guard Unmanned Robotic Apparatus V5) et le Sea Baby,, une DSN expérimental, qui a été employé par la première fois lors de l'attaque du pont de Crimée en juillet 2023.

## Galerie d'images

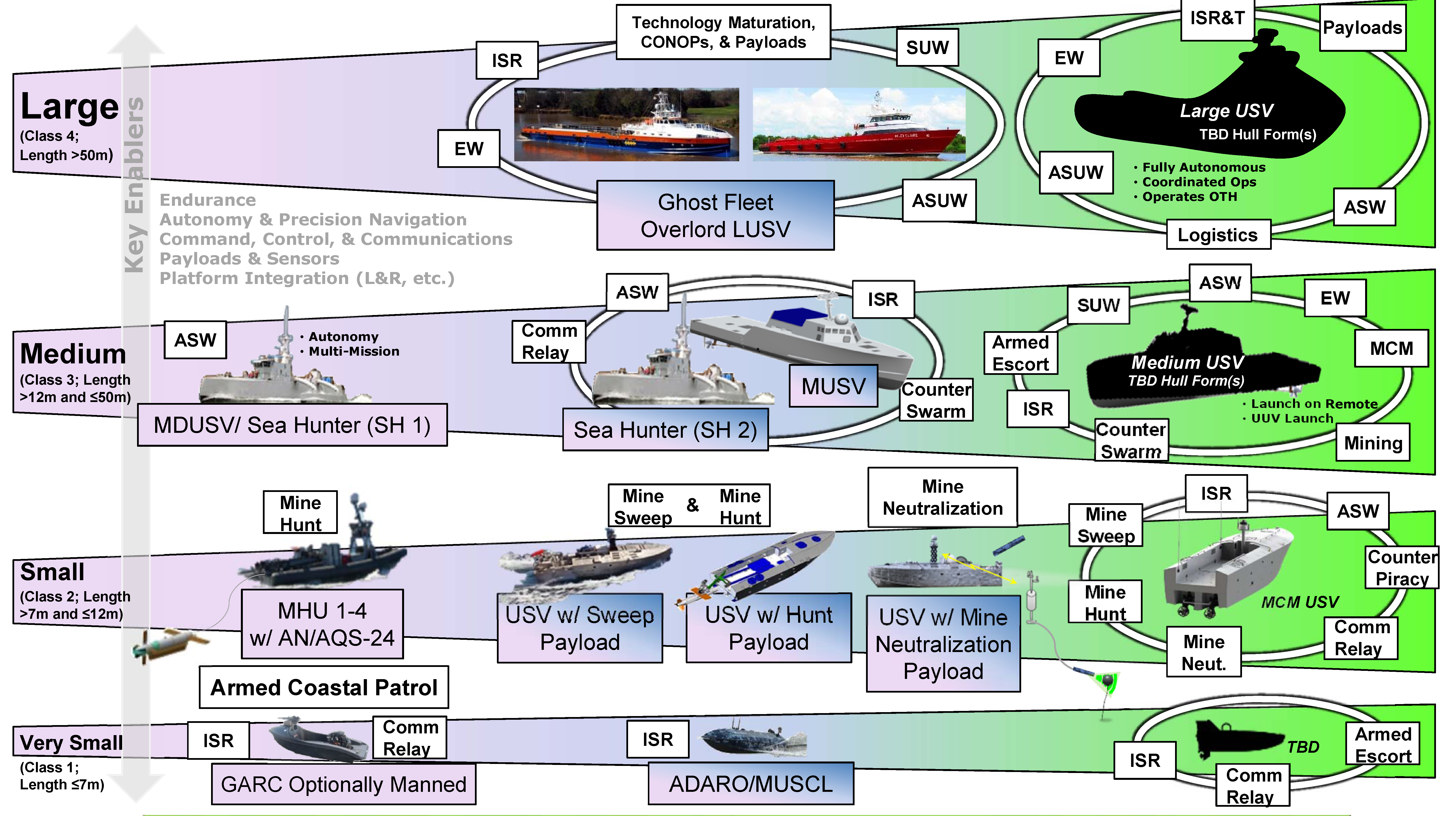
Les DSN dans la marine américaine
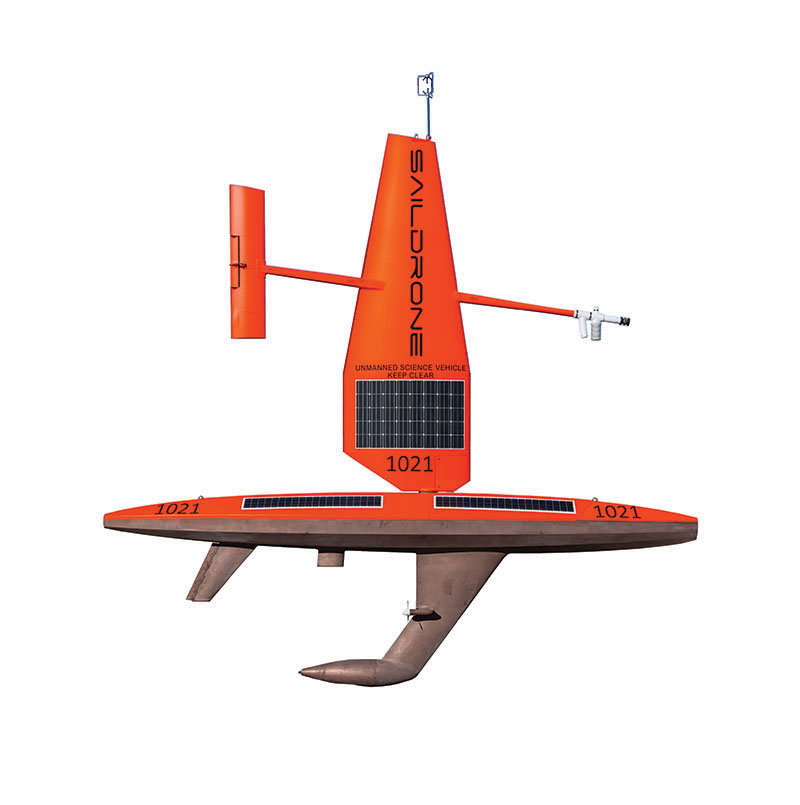
DSN autonome
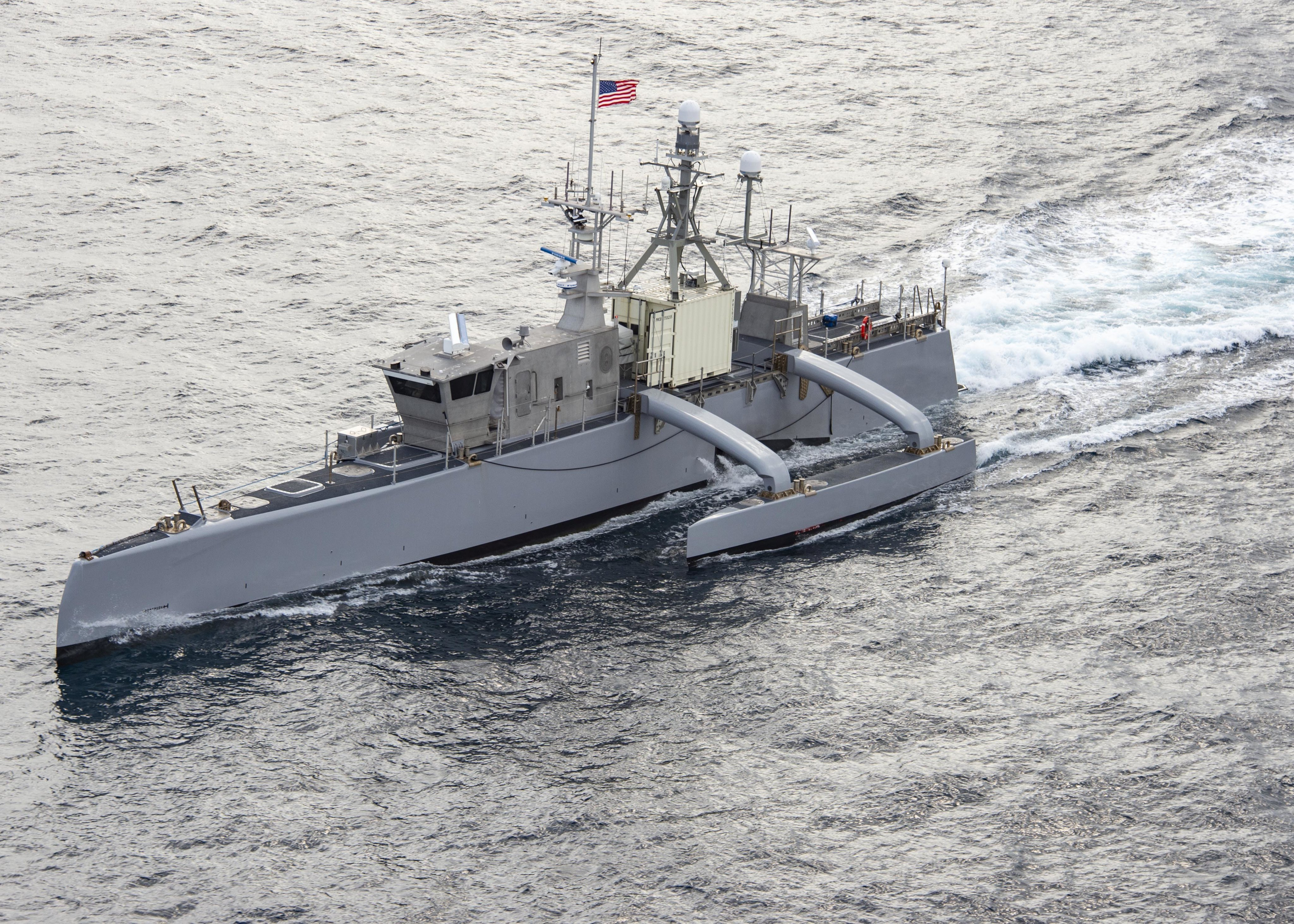
DSN catamaran de lutte anti-sous-marine